# Renacer (álbum de Naela)
Renacer es el tercer álbum de estudio de la cantante colombiana Naela. Fue lanzado en plataformas digitales el 7 de diciembre de 2016 por el sello The Light Entertainment. Del álbum se han desprendido hasta el momento dos sencillos: Cada Momento el cual fue publicado el 9 de junio de 2015 y Al Despertar siendo este publicado el 24 de febrero de 2016. Entre los productores del álbum se encuentran los también cantantes Buxxi, José Gaviria y Mauricio Rivera.

## Lista de canciones
| N.º | Título                                   | Duración |  |
| 1.  | «Cada Momento»                           | 3:05     |  |
| 2.  | «La Noche»                               | 3:27     |  |
| 3.  | «Quien Te Dijo»                          | 3:48     |  |
| 4.  | «Al Despertar»                           | 3:21     |  |
| 5.  | «Es Mejor Que Sea Así»                   | 3:19     |  |
| 6.  | «Apostando El Sol»                       | 3:16     |  |
| 7.  | «Para Repetirlo»                         | 3:32     |  |
| 8.  | «Cada Momento» (Latin Bollywood Version) | 2:49     |  |
| 9.  | «Cada Momento» (Urban Version)           | 2:51     |  |
| 10. | «La Noche» (Pop Version)                 | 3:32     |  |
| 11. | «Al Despertar» (Urban Version)           |          |  |